# Zune HD

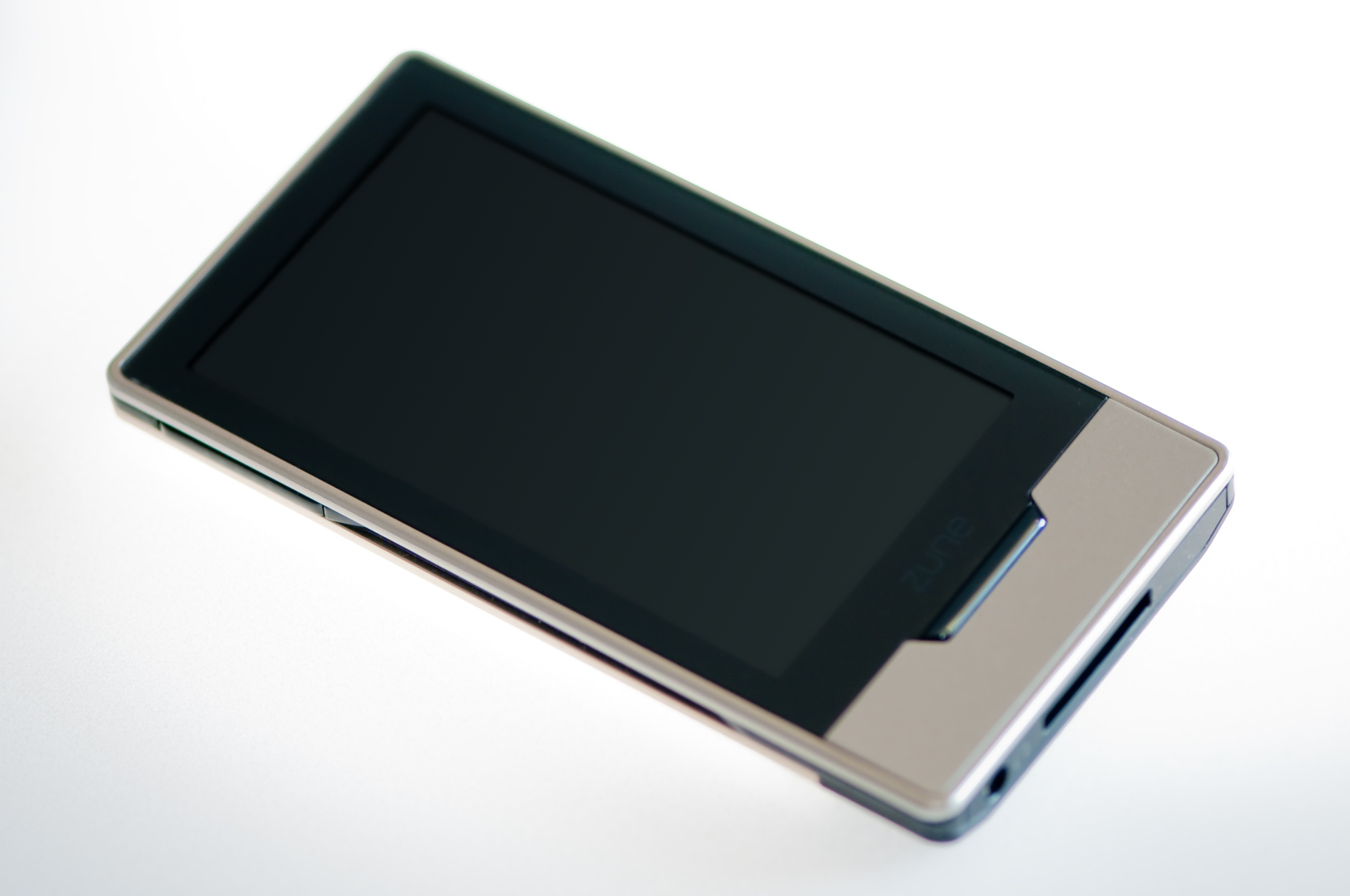
Zune HD

De Zune HD is de derde generatie van de mp4-speler van het Amerikaanse bedrijf Microsoft. De Zune HD wordt evenals zijn voorgangers geproduceerd door het Singaporeaanse Flextronics (dat tevens producent is van de Apple iPod, de grootste speler op de mp4-markt op dit moment). De Zune HD werd niet uitgebracht in Europa.

## Introductie
De Zune HD zal een van de eerste apparaten zijn die gebruikmaakt van de nieuwe NVidia Tegra-chip. De Tegraprocessor stelt de makers van de Zune in staat om het apparaat een uitzonderlijk hoge multimediaprestatie neer te laten zetten, zonder dat dit ten koste gaat van de batterijduur.
De Tegraprocessor is in staat om de speler via een optionele Zune-Dock 720p High Definition video te laten weergeven. Zonder dit dock zal de resolutie op het scherm verkleind worden tot 480 op 272 pixels.

## Bekendmaking
De Zune HD is door Microsoft een lange tijd in stilte gehouden. Op veel websites zijn er lange tijden speculaties geweest over de derde generatie Zune. Mede door de acties van rivaal Apple, werd gehoopt dat Microsoft een goed antwoord kon leveren op de iPod touch en misschien zelfs de iPhone. Microsoft heeft een lange tijd alles ontkend over de ontwikkeling van de Zune HD, en al helemaal over de ontwikkeling van een ZunePhone.
Tot de persconferentie op de Electronic Entertainment Expo (E3) 2009, toen bekend werd dat Microsoft de Zune Marketplace en de Xbox Live Video Service samenvoegde tot Zune Video. Hierdoor wordt de service gelijk in zeven landen geïntroduceerd in combinatie met de nieuwe Zune HD, waaronder in de Verenigde Staten, het Verenigd Koninkrijk, Frankrijk, Italië, Duitsland, Ierland en Spanje.

## Specificaties
De Zune HD moet het gaan opnemen tegen de iPod Touch van Apple, en de producten van de kleinere fabrikanten zoals de Samsung Yepp en de Sony Walkman. Hierdoor moet de mp4-speler een uitgesproken functionaliteit, kwaliteit en prijs hebben. De Zune HD wordt daarom ook als eerste mp4-speler uitgerust met een High Definition Radio Tuner (veelgebruikt in de Verenigde Staten).
Specificaties:
- 3.3 inch-oled capacitief aanraakscherm (480x272 pixels, beeldverhouding 16:9).
- Nvidia Tegra APX met acht onafhankelijk programmeerbare processorkernen[2].
- Multi-touchtechnologie.

- 720p-HD-video (via optioneel Zune-Dock).
- Wifi-ondersteuning (802.11b/g met ondersteuning voor Open-, WEP-, WPA- en WPA2-authenticatie en WEP 64 bit-, 128 bit-, TKIP- en AES-encriptie)[6].
- Verkrijgbaar in 16 GB (zwart) en 32 GB (platinum).
- Gewicht: 74 gram.
- Maten: 52.7 mm x 102.1 mm x 8.9 mm.
- Tot 33 uur muziek afspelen op een volle batterij (wireless uitgeschakeld), tot 8,5 uur video afspelen.
- Batterij: 3,7 volt, 730mAh-lithium-ion polymeerbatterij.

Software:
- Wifi-versie van Zune Marketplace.
- Webbrowser (gebaseerd op de Internet Explorer Mobile 6 voor Windows CE).
- Spelletjes.
- Unicode-ondersteuning.
- Ingebouwde accelerometer.
- HD-radiotuner.

De Zune HD draait net als zijn voorganger op het besturingssysteem Windows CE, dat ook als ondergrond dient voor Windows Mobile. Voor de Zune werd echter een nieuwere (snellere) versie gebruikt van Windows CE.

## Webbrowser
Lang was onduidelijk of de Zune HD ook met een webbrowser geleverd zou worden. Voor veel mensen zou dit namelijk een indicatie zijn dat er ook applicaties op het apparaat gedraaid kunnen worden. Tijdens de introductie van de Zune HD werd de webbrowser openbaar gemaakt.
De browser heeft ondersteuning voor Favorieten en zoekt via de instant-searchmethode van Bing. Via het volledige on-screentoetsenbord kan een adres ingevuld worden op de adresbalk. Webpagina's kunnen in landschap of portretmodus bekeken worden. Ingezoomd kan worden door de twee vingers naar elkaar toe te bewegen, en uit zoomen door twee vingers van elkaar af te bewegen.